# Proseč (Březina)
Proseč (německy Pros, dříve Prosetsch) je vesnice, součást obce Březina v okrese Brno-venkov v Jihomoravském kraji. Nachází se v katastrálním území Proseč u Březiny (1,74 km²), žije zde 570 obyvatel. Zástavba Proseče je srostlá se zástavbou Březiny, jejíž je základní sídelní jednotkou.

## Historie
Jméno Proseč ukazuje na lesní proseky, tedy mýcení lesa, kde potom vznikala osada.
Proseč se poprvé připomíná v roce 1395. Tehdy Sulek řečený Němec z Proseče (Prossyeczye) prodal ves Obřany kartuziánskému klášteru v Králově Poli. Nepochybně vládl i v Proseči. Později obec patřila premonstrátskému klášteru v Zábrdovicích. Ve středu obce stával dvůr od bývalého Polákova hostince až po kapličku. V domě č. 105 bydlel správce dvora (štít tohoto domu je snad ještě pozůstatkem bývalého objektu). Dům č. 132 byl obydlím šafáře a č. 104, 106 a 145 tvořily byty deputátníků. V místě, kde stojí domy 124, 125 a 126 byly bývalé panské sýpky. Za sýpkou býval rybník. Brána vedoucí do dvora stávala mezi domy č. 128 a č. 126. Ovčárna a chlévy pro hovězí dobytek stály v místech nynějších domů: 108, 109, 110 a 111. Bývalý hostinec u Poláků býval původně panskou hospodou zábrdovického kláštera.
V roce 1746 byla založena samota Nové dvory. Byl to panský dvůr pozořické vrchnosti. Do roku 1890 patřil k Proseči, od toho roku do obce Ochoz.
Správu obce před rokem 1850 vedl rychtář, pudmistr a dva konšelé. Rychtáře schvalovala vrchnost na návrh místních usedlíků, jejich návrhem však vrchnost nebyla vázána. Přísaha rychtářská zněla: “Já, XY, přísahám Pánu Bohu, všem Božím svatým, velebnému a nábožnému knězi, převoru a všem konventu kláštera zábrdovického, pánom našim i dědičným, že chci v mém úřadě rychtářském, věrně, právně a spravedlivě souditi, bohatému i chudému, domácímu i přespolnímu, sirotkům i vdovám křivdy nečiniti ani dopouštěti, panského i obecného dobra hleděti, jak nejdále můj rozum stačit může. Tak mi Pán Bůh pomáhej. Matka Boží a všichni svatí."
Posledním rychtářem v Proseči byl Karel Ševčík, č. 25. Rychtář v úředních věcech nosil vždy ozdobnou hůl. Pudmistr měl na starosti obecní hospodářství, vybírání daní a dávek a jejich odvod vrchnostenskému úřadu. Konšelé byli ku pomoci rychtáři a pudmistrovi.
Od roku 1850 byli voleni starostové. První starosta v Proseči byl zvolen roku 1850, stal se jím Ferdinand Ludl. Obecní správy Březina a Proseče se v prvém svém úsilí věnovala zřizování cest do polí, lesů a okolních vesnic. Bylo to zvláště spojení do Křtin, kam původně hlavní cesta vedla mezi Březinou a Prosečí k severu, než byla později postavena silnice od Brna k Jedovnicím. Druhá cesta, které obě obce věnovaly péči, byla k Bukovině a k Novým Dvorům. Obecní příjem v té době činíval celkem 200 až 250 zlatých.
Vyhláškou Ministerstva vnitra č. 708/1950 Sb. ze dne 7. prosince 1950, o stanovení nových úředních názvů míst ve smyslu ustanovení zákona čís. 266/1920 Sb., o názvech měst, obcí, osad a ulic, jakož i označování obcí místními tabulkami a číslování domů, pak byla obec Proseč sloučena s obcí Březina v jeden správní celek pod společným názvem Březina.
Na území Proseče se nachází kostel Panny Marie Matky církve z roku 1995.

## Obyvatelstvo
K roku 2011 žilo v Proseči dle sčítání lidu 432 obyvatel. Svého největšího počtu obyvatel Proseč dosáhla právě roku 2011.
| 1869 | 1880 | 1890 | 1900 | 1910 | 1921 | 1930 | 1950 | 1961 | 1970 | 1980 | 1991 | 2001 | 2011 |
| ---- | ---- | ---- | ---- | ---- | ---- | ---- | ---- | ---- | ---- | ---- | ---- | ---- | ---- |
| 293  | 337  | 343  | 341  | 332  | 301  | 288  | —    | —    | 348  | 345  | 325  | 272  | 432  |

## Galerie

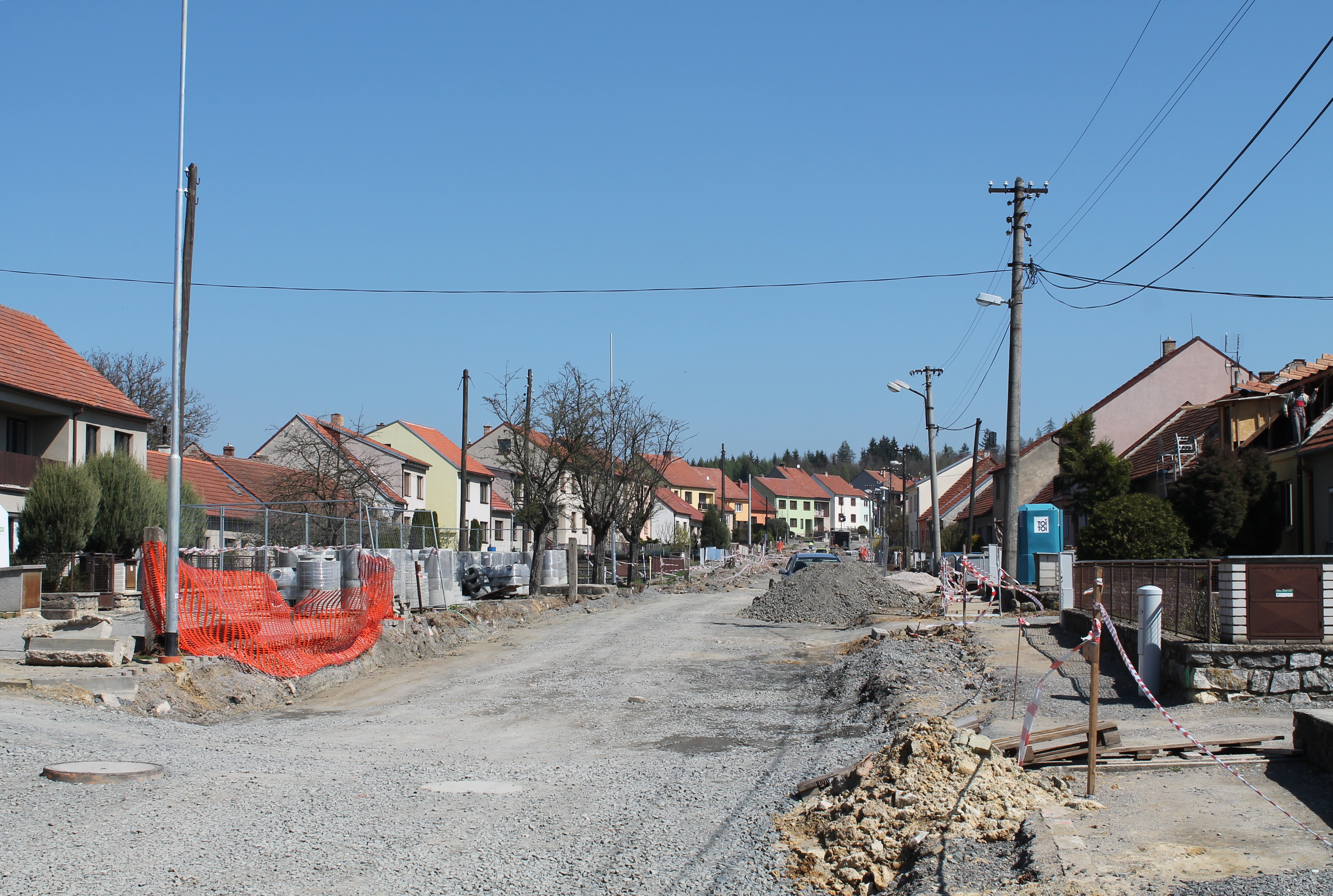
Původní návesní ulicovka tvořící historické jádro vsi
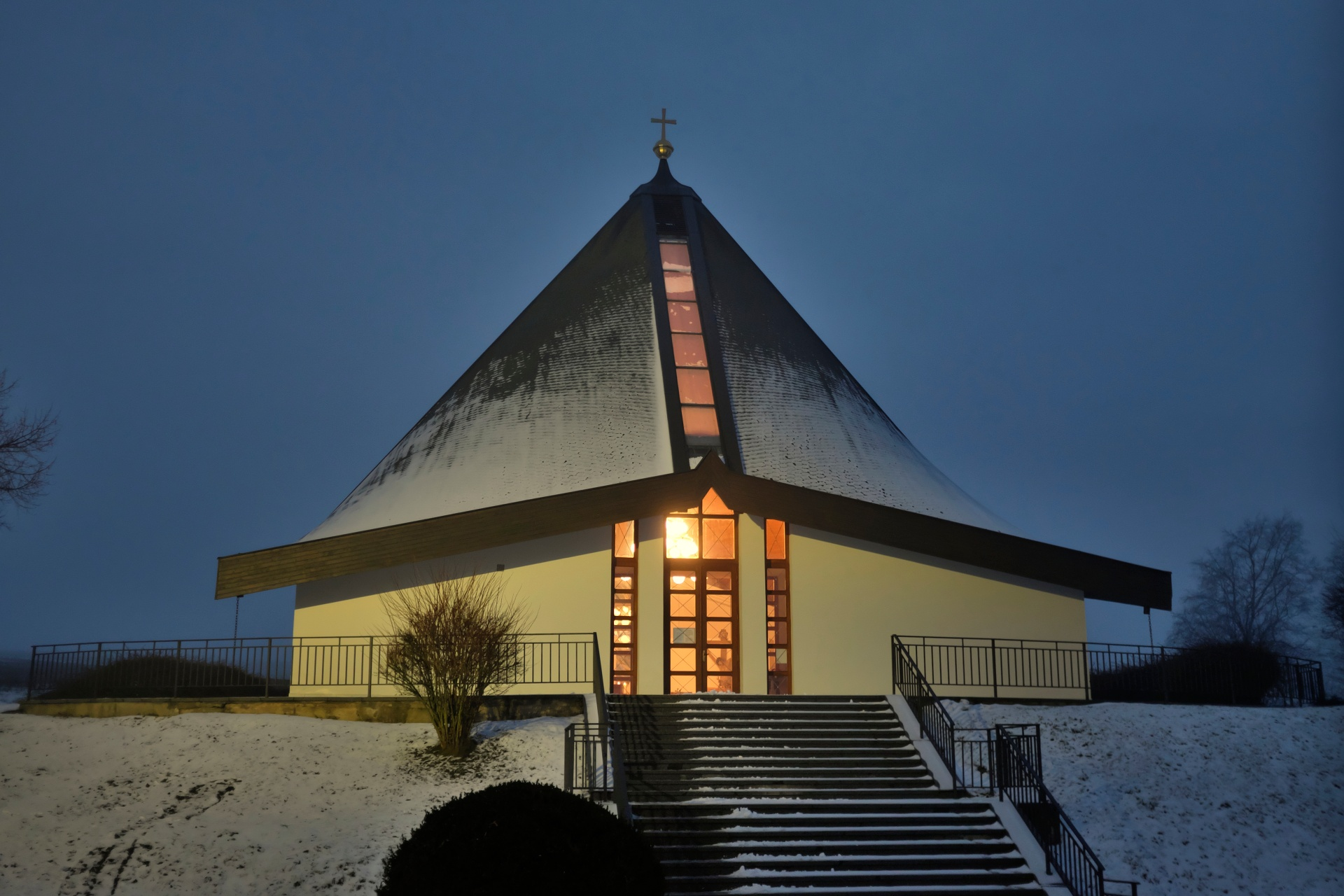
Kostel Panny Marie Matky církve
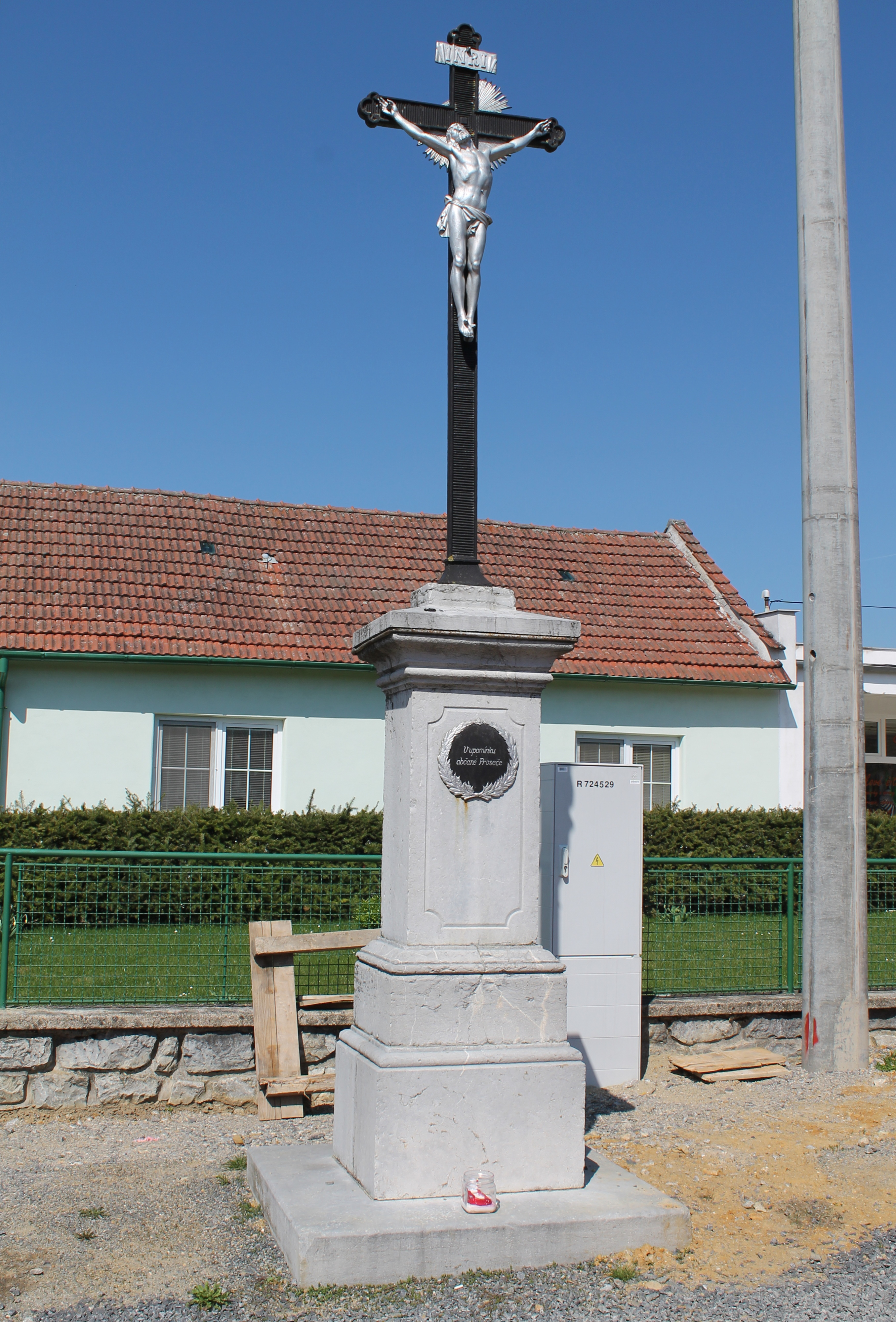
Kříž na návsi
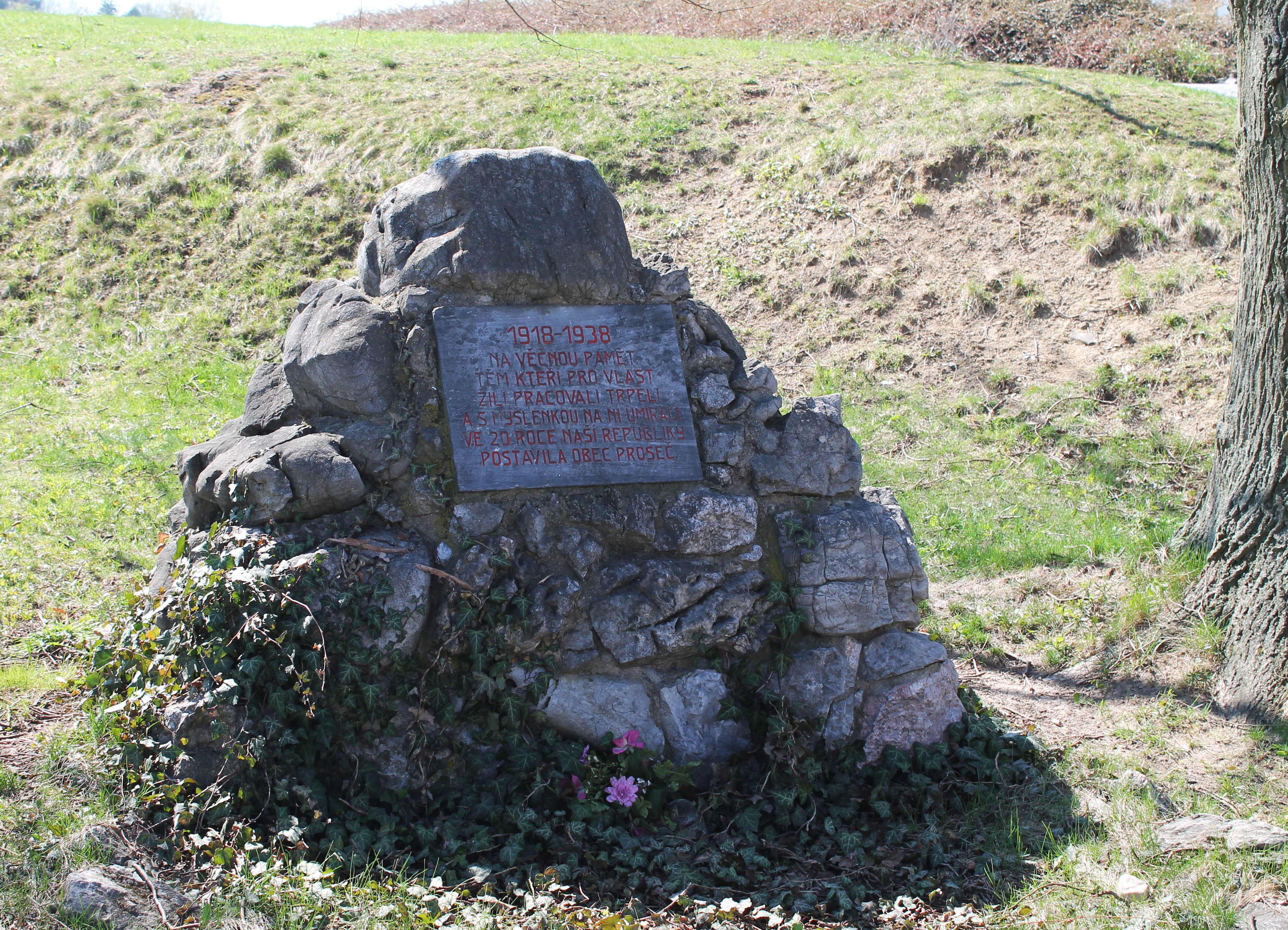
Pomník k 20. výročí vzniku Československa